# 安東尼奧·何塞·德·蘇克雷
“阿亚库乔大元帅”安东尼奥·何塞·德·苏克雷·阿尔卡拉（西班牙語：Antonio José de Sucre y Alcalá, el «Gran Mariscal de Ayacucho»；1795年2月3日—1830年6月4日）是19世紀南美洲独立领袖、将领和政治家，也是西蒙·玻利瓦尔最亲密的朋友之一。
安东尼奥·何塞·德·苏克雷生于委内瑞拉库马纳一土生白人家庭。對於他的出身还有一些争议，据委内瑞拉著名族谱作者卡洛斯·伊图里萨·基伦在他的书《库马纳的一些家族》中指出，苏克雷是法国佛兰德地区姓氏“Succre”或“Sucere”到达美洲后的创易，西班牙国王曾經任命当时佛兰德的统治者为古巴总督。不过，根据德国《犹太教百科全书》，他是巴伐利亚犹太人“Zucker”家族的后裔。
他于1811年加入反对西班牙的美洲独立战争。他证明自己的军事领袖才能，他于1817年晋升为上校军衔。
他于1819年被授予准将军衔。博亚卡战役（Batalla de Boyacá）后，苏克雷是玻利瓦尔的总参谋长。玻利瓦尔1821年提出让他负责基多解放运动。他奉命进军基多地区，1822年5月在皮钦查战役中，率部奇袭凭险据守的西班牙殖民军，解放基多，被誉为“厄瓜多尔的解放者”。
在胜利之后，他进一步在秘鲁迎击西班牙军队，尤其是在1824年8月6日在胡宁战役。12月他指挥哥伦比亚－秘鲁联军取得阿亚库乔之战的决定性胜利，为西属美洲独立战争的最后胜利做出贡献，被玻利瓦尔授予“阿亚库乔大元帅”称号。
1825年2月蘇克雷揮師東進，解放上秘魯。1825年8月6日，蘇克雷在上秘魯的丘基萨卡召開國民代表大會，宣布該地區獨立，成立玻利維亞共和國。1826年苏克雷当选为新成立的玻利维亚的总统，1828年4月，一批軍官與地方保守派勾結，在丘基薩卡發動叛亂反對蘇克雷。為避免內戰和國家分裂，他在1828年8月2日辞职，并离开基多，回到大哥倫比亞。他原先打算退出政治。
1828年末，玻利瓦尔敦促蘇克雷接替他，他一直认为苏克雷是自然的继任者。他先前曾經告诉他：“我知道有一天你会超过我”。
1830年初，苏克雷出任大哥伦比亚共和国议会主席，當時共和國內部分裂主義活動加劇，委內瑞拉和厄瓜多爾要求脫離大哥倫比亞而獨立，他维护统一，反对分裂。在苏克雷得知玻利瓦尔已经辞职，并打算出国，他决定前往基多準備說服分裂主義者，6月4日在途中被埋伏在南哥伦比贝魯埃戈斯山区的帕斯托附近的政敌暗杀，得年35歲。
谋杀案的详情仍然不清楚，對於動機也是眾說紛紜。有一個较老及記載較多理論指何塞·马里亚·奥万多是暗殺的主謀。其中一个被該理論指名的暗殺者，因為他在事件中角色明顯，在後來被处决。后来出現的理論指出是其他人（或加上其他人）牽涉其中，例如胡安·何塞·弗洛雷斯、阿古斯丁·加马拉、弗朗西斯科·德保拉·桑坦德尔或卡西米罗·奥拉涅塔等。
苏克雷在作战中富于谋略，战术灵活；善于使用骑兵，以快制胜。哥伦比亚的苏克雷省、玻利维亚的苏克雷城及厄瓜多尔前货币以他命名。他的出生地库马纳，现为委内瑞拉的苏克雷州首府。